# Lagune Epulafquen inférieure
La lagune Epulafquen inférieure est un lac d'origine glaciaire, situé en Argentine, dans le département de Minas, au nord de la province de Neuquén, en Patagonie. Il se trouve en plein axe central de la cordillère des Andes.
Le lac s'étend à quelque 1 472 mètres d'altitude, à proximité de la frontière chilienne. Il est entouré de bois de Nothofagacées. Il est dominé de tous côtés par les sommets andins qui dans la région ne dépassent pas 2 500 mètres.

## Hydrologie
La lagune Epulafquen inférieure est le dernier maillon (aval) d'une chaîne de petits lacs qui a pour émissaire le río Nahueve, important affluent droit du haut río Neuquén. Cette chaîne de lacs comprend d'amont en aval : la lagune Las Chaquiras, la lagune Negra, la lagune Epulafquen supérieure et la lagune Epulafquen inférieure. 
Le río Nahueve quitte le lac au niveau de son extrémité sud-est.
Il se jette dans le río Neuquén en rive droite, un peu en aval de la ville d'Andacollo.